# Салиньи-ле-Виф
Салиньи́-ле-Виф (фр. Saligny-le-Vif) — коммуна во Франции, находится в регионе Центр. Департамент — Шер. Входит в состав кантона Божи. Округ коммуны — Бурж.
Код INSEE коммуны — 18239.
Коммуна расположена приблизительно в 210 км к югу от Парижа, в 115 км юго-восточнее Орлеана, в 29 км к востоку от Буржа.

## Население
Население коммуны на 2008 год составляло 160 человек.
| 1962 | 1968 | 1975 | 1982 | 1990 | 1999 | 2008 |
| ---- | ---- | ---- | ---- | ---- | ---- | ---- |
| 243  | 243  | 178  | 151  | 143  | 157  | 160  |

## Экономика

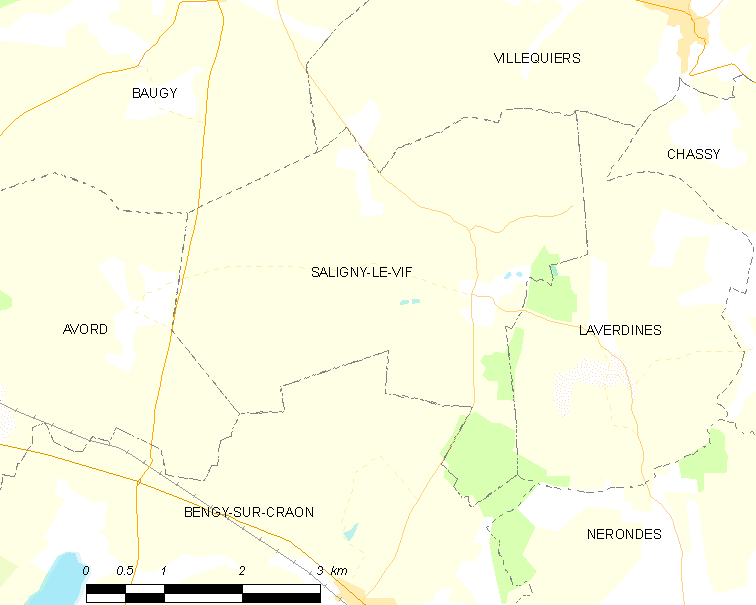
Карта коммуны

Основу экономики составляет сельское хозяйство (выращивание зерновых и масличных культур, разведение крупного рогатого скота и овец).
В 2007 году среди 95 человек в трудоспособном возрасте (15-64 лет) 70 были экономически активными, 25 — неактивными (показатель активности — 73,7 %, в 1999 году было 61,9 %). Из 70 активных работали 57 человек (33 мужчины и 24 женщины), безработных было 13 (6 мужчин и 7 женщин). Среди 25 неактивных 7 человек были учениками или студентами, 9 — пенсионерами, 9 были неактивными по другим причинам.

## Достопримечательности
- Романская церковь Сен-Пьер (XII век)
  - Надгробная плита на могиле Илера Рагона, протоиерея Монфокона (XV век). Исторический памятник с 1908 года[3]
- Феодальный мотт